# ルイス・アドビンクラ
ルイス・ハン・ピエルス・アドビンクラ・カストリジョン（Luis Jan Piers Advíncula Castrillón, 1990年3月2日 - ）は、ペルー・イカ県チンチャ・アルタ出身の同国代表サッカー選手。ボカ・ジュニアーズ所属。ポジションはDF、FW。

## 経歴

### クラブ
2009年からフアン・アウリチでキャリアをスタートさせ、2010年にスポルティング・クリスタルに移籍した。
2013年1月、ドイツ・ブンデスリーガのTSG1899ホッフェンハイムへ完全移籍した。契約期間は2016年シーズン終了まで。
2016年1月15日、スュペル・リグのブルサスポルからプリメーラ・ディビシオンのニューウェルズ・オールドボーイズに期限付き移籍することが決定した。
2017-18シーズンはUANLティグレスからのシーズンローンで昇格組のロボス・デ・ラ・BUAPに加入した。
2018年7月29日、ラージョ・バジェカーノに1年間の期限付き移籍。その後完全移籍となった。
2021年7月、ボカ・ジュニアーズに移籍。

### 代表

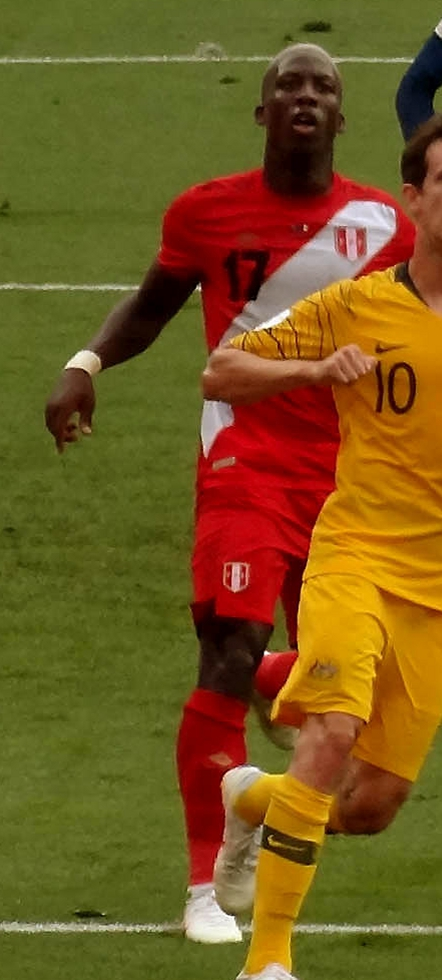
ペルー代表でのアドビンクラ (2018年)

ペルー代表として2009 南米ユース選手権に出場。コパ・アメリカ2011、2018 FIFAワールドカップ、コパ・アメリカ2019にも出場している。

## 代表歴

### 出場大会
- ペルー代表
  - 2018 FIFAワールドカップ

### 試合数
- 国際Aマッチ 114試合 2得点（2010年-）[5]

| ペルー代表 | 国際Aマッチ | 国際Aマッチ |
| 年         | 出場        | 得点        |
| ---------- | ----------- | ----------- |
| 2010       | 5           | 0           |
| 2011       | 12          | 0           |
| 2012       | 5           | 0           |
| 2013       | 9           | 0           |
| 2014       | 9           | 0           |
| 2015       | 14          | 0           |
| 2016       | 3           | 0           |
| 2017       | 4           | 0           |
| 2018       | 13          | 1           |
| 2019       | 15          | 0           |
| 2020       | 4           | 0           |
| 2021       | 9           | 1           |
| 2022       | 6           | 0           |
| 2023       | 6           | 0           |
| 2024       |             |             |
| 通算       | 114         | 2           |

## タイトル
スポルティング・クリスタル
- トルネオ・デセントラリサード : 2012, 2014

ボカ・ジュニアーズ
- コパ・アルヘンティーナ : 2019-20